# Casa Antoni Roger
La Casa Antoni Roger és un edifici situat a la cantonada entre els carrers d'Ausiàs Marc i Girona al barri de la Dreta de l'Eixample de Barcelona, catalogat com a bé cultural d'interès local. Construïda dins de l'Eclecticisme però de clara inspiració classicista, és una de les primeres obres d'Enric Sagnier. Des de l'any 2000 és la seu de l'Escola d'Administració Pública de Catalunya i de l'Institut Europeu de la Mediterrània.

## Història

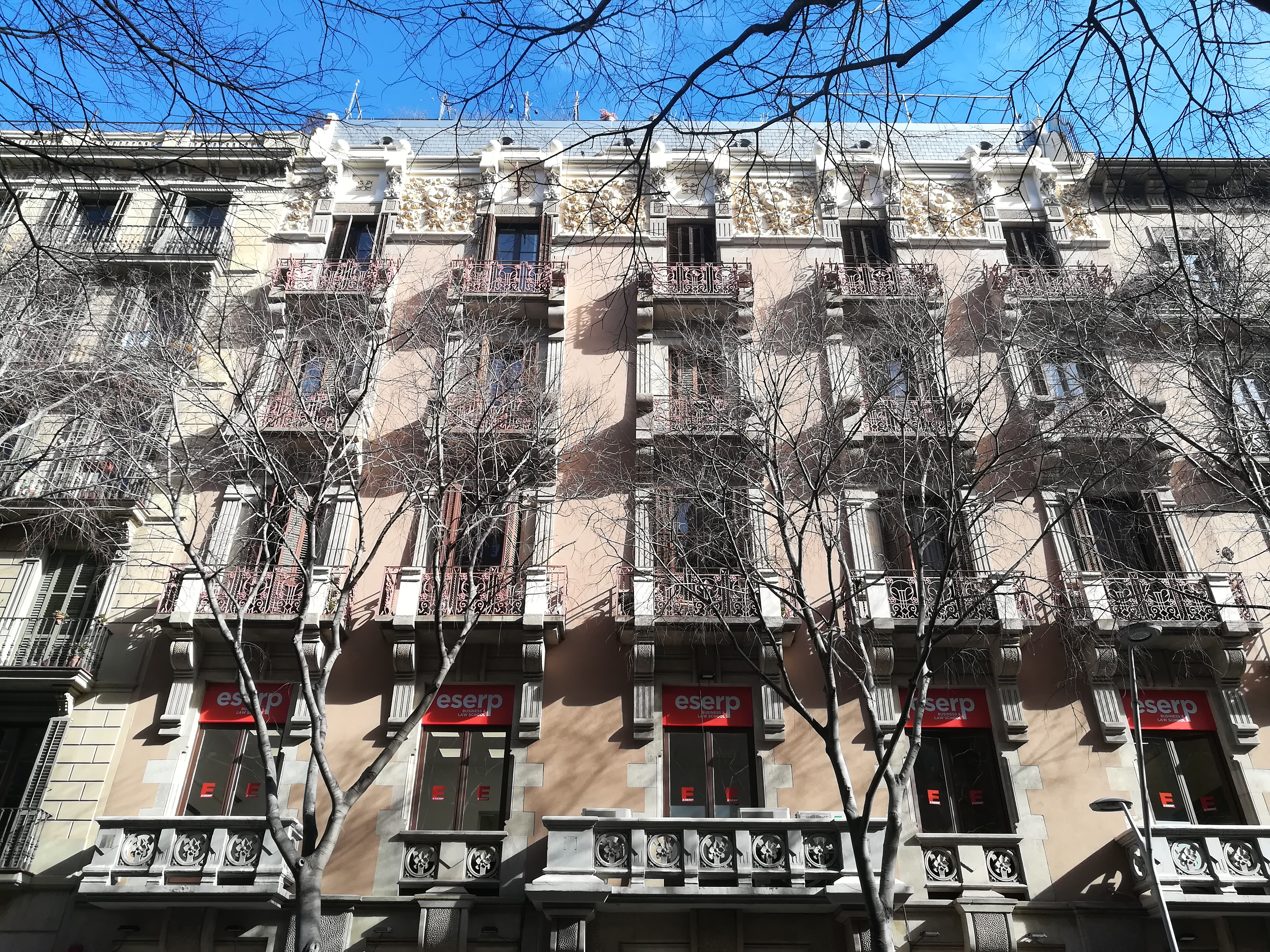
Casa del carrer de Girona, 24

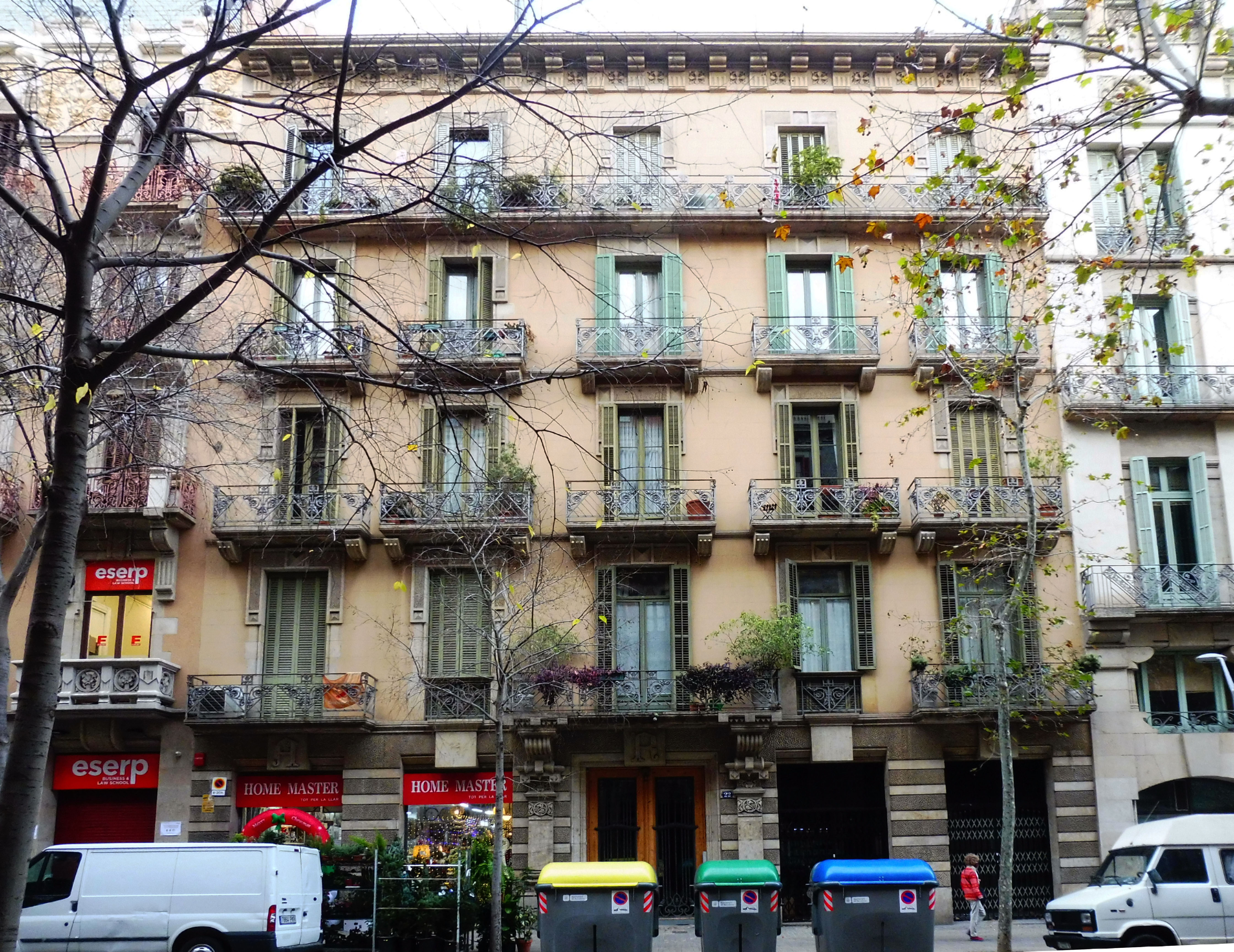
Casa del carrer de Girona, 22

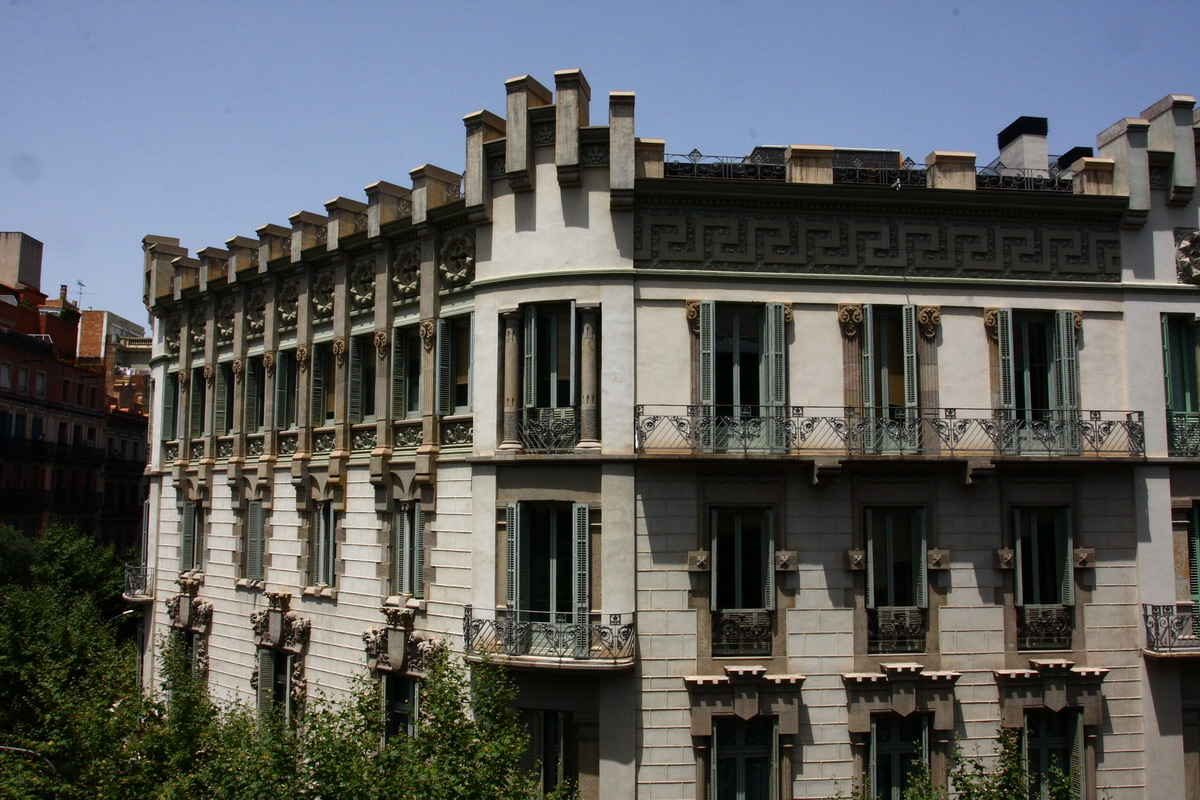
Casa Antoni Roger, detall del xamfrà

Els germans Enric i Antoni Roger i Vidal eren propietaris d'un gran solar als carrers de Girona i d'Ausiàs Marc i Girona, on el 1888 van promoure la construcció de tres edificis d'habitatges, encarregats a l'arquitecte Enric Sagnier i Villavecchia: Enric el del núm. 24 del carrer de Girona, i Antoni el del núm. 22 i un altre al núm. 20 i núm. 33-35 del carrer d'Ausiàs Marc.
A principis del segle xx, aquest darrer fou la seu de la reconeguda Acadèmia Granados (posteriorment Marshall) del compositor i pianista Enric Granados, que hi habità. Hi va viure també el metge, científic i polític August Pi i Sunyer, tal com recorda una placa col·locada a la façana l'any 2007.

## Descripció
Consta de planta baixa, entresòl, principal i dos pisos més, tot cobert per un terrat pla transitable.
La planta baixa es disposa quasi a manera de basament, on es localitza la portalada principal d'accés a l'interior de l'edifici, altres portes d'antics espais comercials, avui dia tancades per a oficines i diverses finestres a dos nivells. La porta principal s'obre al xamfrà i queda perfectament delimitada per unes pilastres de grans carreus que l'emmarquen i que constitueixen junt a les mènsules que la coronen i sostenen el balcó del principal, l'única decoració remarcable d'aquest nivell. Aquestes mènsules es troben decorades amb motius vegetals de línies molt sòbries i presenten a sengles costats dos elements que a manera d'escut presenten a la part central les inicials AR (Antoni Roger). A sobre d'aquests es presenten dues bandes o franges disposades en diagonal on es recull la data de construcció de l'edifici: 1888.
La planta baixa presenta tres nivells d'alçat: la planta baixa pròpiament dita, un soterrani i un d'entresòl que s'obre al carrer amb petites finestres amb llinda d'arc deprimit convex que es recolza a sobre de muntants que imiten mitges columnes de fust estriat. A la façana del xamfrà, es conserva des del 1918 a l'alçada de l'entresol una placa de bronze esculpida, obra de l'escultor Borrell i Nicolau i sufragada pel Reial Cercle Artístic, amb una llegenda d'Apel·les Mestres que diu: AQUESTA CASA ES LA / DARRERA / Q / HABITÁ / EL MESTRE / ENRIC / GRANADOS/ GLORIA DE LA / MÚSICA ESPANYOLA / NESCUT A LLEIDA / A XXVII DE JULIOL / DE MCCMLXVII / ELL I SA ESPOSA / MORIREN AL CANAL / DE LA MANXA / VÍCTIMES DEL / TORPILLEIX / DEL SUSSEX / XXIV MARC DE MCMXVI / EL "CÍRCULO ARTÍSTICO" / LI DEDICA AQUESTA MEMORIA
La resta de pisos superiors queda clarament diferenciada d'aquest cos inferior a través d'una cornisa creada pels voladissos dels balcons del pis principal que es disposen de banda a banda de la façana. Aquest pis principal combina diversos tipus de balcons, en voladís i barana de pedra (en el xamfrà), ampitats amb barana de pedra (a sengles costats del balcó central del xamfrà) i ampitats amb barana de ferro (al frontis obert a Ausiàs Marc).
Donada l'existència de tres façanes, hi ha dos tipus de finestres; les que es disposen a la cantonada, amb llindes ricament esculpides amb motius vegetals, emmarcades per pilastres i coronades per un entaulament amb un escut central llis i les de les façanes que donen als carrers de Girona i Ausiàs Marc. Aquestes darreres són més senzilles amb un entaulament llis que es recolza sobre unes columnes que conformen el muntant de la finestra. Aquest model varia lleugerament als costats de la façana del xamfrà, que queda delimitada per dos elements de planta semicircular i estructura torrejada que donen plasticitat a la intersecció dels tres frontis. Aquests cossos verticals es rematen amb un coronament de merlets que (juntament amb el dos pisoss superiors) tanquen la sobrietat decorativa del conjunt.
Pel que fa al segon pis, les finestres recuperen el model medieval de finestres coronelles amb mainell però amb unes línies decoratives adaptades a el corrent arquitectònic de final del segle xix. La llinda queda emmarcada per una mena de pilastres que es perllonguen cap al pis superior, on es desenvolupa una galeria correguda de finestres entre pilastres de fust estriat. A sobre d'aquest pis es disposa un espai que es correspon amb la zona d'envanets de sostre mort que permeten el desenvolupament del terrat a la catalana (terrat pla) superior. Aquest cos, permet crear a la façana una mena de franja decorativa que al xamfrà està decorat amb florons i obertures i les façanes laterals amb una sanefa de línies classicistes.
L'entrada al conjunt es realitza a través d'un vestíbul poligonal de grans dimensions i alçada. L'accés es realitza a un primer vestíbul amb sostre cassetonat que se separa del gran vestíbul central a través d'unes pilastres de gran alçada amb capitell (a mena d'imposta) vegetal. El gran espai central està cobert per una claraboia circular i destaca molt especialment per la galeria en voladís amb barana de ferro que circumda l'espai i a la que s'accedeix a través de l'escala monumental disposada en un costat del vestíbul. Al segon pis, antiga planta noble de la finca, encara es conserva la galeria amb columnes, bona part dels paviments hidràulics, la fusteria original i alguns sostres de guix.
Actualment, l'edifici és seu de l'Escola d'Administració Pública de Catalunya i cada nivell ha estat adaptat a les necessitats del centre. Així, a la planta baixa es localitza el registre, la biblioteca i la sala d'actes. A la planta noble diverses aules i dos espais coneguts com la Sala Blava i la Sala del Consell. A la resta de plantes es disposen més aules i la cafeteria.
L'anomenada Sala Blava es troba actualment al segon pis de l'Escola d'Administració Pública de Catalunya, originalment el principal de la casa. Aquest espai de planta rectangular, encara conserva bona part de la decoració del projecte arquitectònic original com el sostre de fusta amb angles arrodonits que presenta panells pintats amb decoració paisatgística d'influència orientalista. La sala presenta quatre portes de fusta de doble full (dos a cadascun dels costats més llargs) i es troba presidida per una xemeneia de marbre rosa de línies clarament classicistes. Una d'aquestes portes comunica amb un petit passadís que condueix a un espai de reduïdes dimensions que funciona com distribuïdor d'un seguit d'espais al seu voltant. Destaca especialment aquest espai pel magnífic sostre de guix amb motllures i elements vegetals que s'inscriuen sobre un fons de tonalitat beige.
La Sala del Consell és un altre dels espais de l'antic pis principal de la casa conservats, on hi destaca el sostre de fusta motllurat i daurat, amb dues representacions figuratives inscrites en un fons semicircular als trams curts del forjat. Les parets pintades en una tonalitat clara presenten un seguit de plafons llisos i emmarcats per unes motllures de fusta parcialment daurades que segueixen el tipus de decoració emprada al sostre. El paviment hidràulic presenta una composició força complexa que descriu (dins de l'obligada geometria de les rajoles) elements vegetals.